# РБУ-1000
РБУ-1000 (съкр. от „Реактивно-бомбометна установка-1000“, индекс – „Смерч-3“) е съветски реактивен бомбомет със стационарна насочвана по две плоскости ракетна пускова установка с шест радиално разположени ствола. Предназначен е за унищожаване на подводните лодки и атакуващите торпеда на противника.
Реактивно-бомбометната система е разработена от Московския НИИ по топлотехника (главен конструктор В. А. Масталигин), приета е на въоръжение във ВМФ на СССР през 1961 г. Производството е организирано в Завод №9.
Бойното използване на установките е възможно при вълнение на морето до 8 бала. Скоростта на насочване в автоматичен режим е 30 градуса/секунда, в ръчен – 4 градуса/секунда. Установката има собствена система за автоматично зареждане. В подпалубно помещение е погребът с дълбочинните бомби. Зареждането и разреждането на пакета стволове става с помощта на зареждащото устройство, в което бомбите от погреба се подават със специален подемник. Присъствие на обслужващ персонал на палубата за това не е необходим. След зареждането на последния ствол РБУ автоматично се връща в режим на насочване. След изразходване на всички бомби също автоматично преминава в положение „зареждане“ – пакетът стволове се спуска на ъгъл 90° и се разгръща за зареждане на поредния ствол по курсов ъгъл.